# Friedrich Clemens Gerke

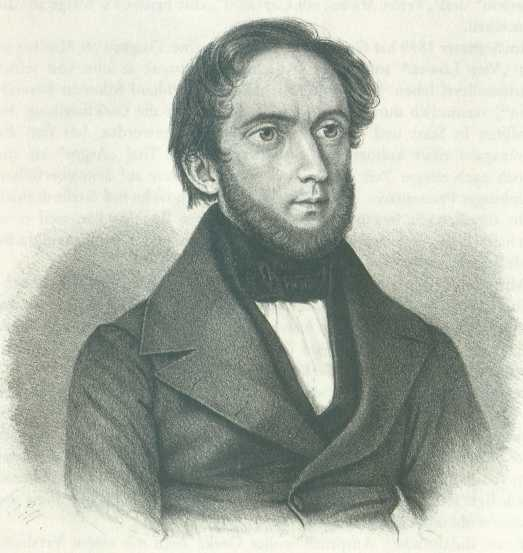
Friedrich Clemens Gerke, 1840
Lithographie A. Lill

Friedrich Clemens Gerke (* 22. Januar 1801 in Osnabrück; † 21. Mai 1888 in Hamburg) war ein deutscher Schriftsteller, Journalist, Musiker und ein Pionier der Telegrafie durch Weiterentwicklung des Morsecodes.
Ihm zu Ehren erhielt der 230 Meter hohe Fernmeldeturm in Cuxhaven (in Betrieb genommen 1992) den Namen Friedrich-Clemens-Gerke-Turm.

## Jugend und Lehrjahre
Gerke wurde in einfachen Verhältnissen geboren. Mit 16 Jahren ging er in Hamburg in Stellung. Zunächst war er Diener und Schreiber des Privatgelehrten Arnold Schuback. 1818 wechselte er als Kontorist zum Senator Brunnemann und erhielt erstmals ein festes Gehalt. Am 10. Juli 1820 heiratete er die junge, hübsche, aber ebenso mittellose französische Emigrantin Sophie Marianne Ducalais. Nach dem Versuch, sich mit einem Hutmachergeschäft selbständig zu machen, standen sie nach kurzer Zeit mittellos da. Sie entschlossen sich auszuwandern und ließen sich von der britischen Armee anwerben. Über Twielenfleth und Helgoland reisten sie nach Kanada. Gerke diente von 1821 bis 1823 in der britischen Armee beim Rifle Battalion, 60th Regiment als Musiker. Der Militärdienst gefiel Gerke nicht, und es gelang ihm, einen Ersatzmann zu stellen, der die Restdienstzeit ableistete. Nach seiner Rückkehr 1823 nach Hamburg nutzte er die neuen Sprachkenntnisse zum Übersetzen von Büchern über Telegraphentechnik.
In den Jahren vor seiner Tätigkeit für den optischen und später elektrischen Telegrafen arbeitete er als Musiker in Vergnügungslokalen im dänischen Altona auf St. Pauli. In diese Zeit fiel auch seine beginnende Tätigkeit als Publizist. Als solcher verfasste er 1837 unter dem Pseudonym „Friedrich Clemens“ und „Clemens von Hamburg“ eine seiner wenigen in Buchform bei Hoffmann und Campe erschienenen nicht-technischen Werke zum Sais-Mythos einer altägyptischen Inschrift. Berührungspunkt zu seinen späteren Forschungen ist die Betrachtung zu Natur und ihren Gesetzen, die sich in einer verschlüsselten, aber dennoch lesbaren Sprache äußert. Ihr sei mit Intuition und Systematik nachzugehen.

## Aufseher der optischen Telegrafenlinie Hamburg–Cuxhaven
Ab 1841 arbeitete er für Johann Ludwig Schmidt, einen Kaufmann und Essigfabrikanten in Altona, der die optische Telegrafenlinie Hamburg–Cuxhaven betrieb, und behob die Probleme dieser Verbindung. Diese Telegrafenlinie diente einem Schiffsmeldedienst auf der Elbe. Im Jahre 1842, beim großen Hamburger Brand, forderte er via optischen Telegraphen Hilfe aus dem Hamburger Umland an. Da dieser Telegraf gegenüber Witterungseinflüssen sehr anfällig war, wie z. B. Nebel oder Gewitter, kam es des Öfteren zu Ausfällen. 1846 gelang die Verlängerung der Cuxhavener Linie von Stade über Hechthausen und Bremerhaven, so dass die beiden Hansestädte Bremen und Hamburg miteinander per Telegraf verbunden waren. Allerdings bedeuteten die jetzt 32 Telegraphisten in 17 Stationen Mehrausgaben, so dass der Gewinn, den sie seit 1841 erwirtschaftet hatten, aufgebraucht war.
Auf Veranlassung von Senator Carl Möring stellten die Amerikaner William und Charles Robinson 1847 den elektrischen Morsetelegraphen in Hamburg vor. Als Robinson seinen Telegrafen-Apparat im großen Saal der Börsenarkaden zum allerersten Male vorstellte, waren wohl die Grundprinzipien des Schreibapparates bekannt, nicht aber die des Relais. Deshalb hielt er dieses in einem bedeckten Kasten versteckt. Als es zur Zusammenarbeit kam, musste Gerke ihm versprechen, das Geheimnis für sich zu behalten.
Direktor Schmidt machte bei der Landbevölkerung Propaganda gegen die „gefährlichen“ Drahtleitungen. Die Vorteile der neuen Technik erkennend, wechselte Gerke zur Elektro-Magnetischen Telegraphen-Compagnie. Zusammen mit Charles Robinson installierte Gerke den Telegraphen, der über hohe Masten auch die Elbe überqueren musste und lernte dabei eine ihm gänzlich neue Technik. Am 15. Oktober 1848 wurde eine Verbindung von Hamburg nach Cuxhaven in Betrieb genommen. Gerke wurde 1847 Inspektor dieses Unternehmens, das als erstes in Europa das Morsealphabet benutzte. Die Direktion bestand aus dem Senator C. Möring, dem Kaufmann Adolph Godeffroy und A.W. Hüpeden.
1885 beschrieb er im „Fremdenblatt“ sehr humorvoll seinen Kampf mit rebellischen und geldgierigen Bauern, über deren Felder die Telegraphen-Leitungen gelegt werden sollten.

## Der amerikanische Morse-Code wird angepasst
Gerke erkannte die Nachteile des American Morse Code des Amerikaners Alfred Vail. Sie lagen im Wesentlichen in der unterschiedlichen Signalgebung von 'kürzeren' und 'längeren' langen Zeichen und unterschiedlichen Zeichenpausen auch innerhalb der einzelnen Zeichen. Im System nach Gerke gibt es nur kurze und lange Zeichen. Ein langes Zeichen hat die dreifache Länge eines Kurzzeichens. Er änderte rund die Hälfte der Zeichen, indem er 11 Buchstaben umstellte und deutsche Umlaute einführte (6 Buchstaben werden erst später in ihre heutige Form gebracht), die Kodierung der Zahlen behielt er zunächst bei. Eine Sonderstellung nahm die Ziffer Null ein, die durch einen überlangen Strich dargestellt wird. Gerkes System (auch Hamburger Alphabet genannt), wurde vom Deutsch-Österreichischen Telegraphenverein, 1865 schließlich durch den ersten internationalen Telegraphenvertrag als allgemein geltender Telegraphie-Standard festgelegt. Sein entscheidend verändertes Morsealphabet ist bis auf geringe Änderungen das bis heute verwendete gültige Internationale Telegraphenalphabet in der Morsetelegrafie.
Gerke übersetzte 1848 das von Alfred Vail 1845 veröffentlichte Werk The Electro Magnetic Telegraph ins Deutsche unter dem Titel Gründliche Darstellung der elektromagnetischen Telegraphen nach dem System von Morse. 1851 veröffentlichte er dann Der praktische Telegraphist oder die electro-magnetische Telegraphie nach dem Morse'schen System zunächst auch als Handbuch für angehende Telegraphisten vollständig und umfassend aus eigener praktischer Erfahrung dargestellt von Friedrich Clemens Gerke, bei Hoffmann und Campe. In diesem 144-seitigen Buch beschreibt Gerke alle Aspekte der Telegraphie von der Stromquelle, der Weiterleitung, den Geräten und der Signalisierung mit dem angepassten Morsecode.

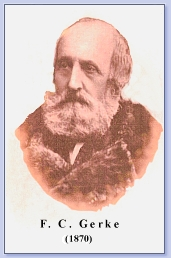
F.C. Gerke, 1870

Inzwischen hatte sich der Morse-Telegraph bei einem Wettkampf in Potsdam dem von Leutnant Siemens entwickelten Zeigertelegraphen, der auf der preußischen Eisenbahn zwischen Berlin und Hamburg installiert wurde, als überlegen erwiesen. Gerke gehörte zu den unermüdlichen Verfechtern des amerikanischen Systems. Die Bauart der US-Morseapparate aber gefiel der Preußischen Telegrafenverwaltung nicht. Der erste Betrieb, der für sie Morseapparate baute, war eine Firma C. Lewert in Berlin, deren Apparat 1851 der Einheitsapparat für den Deutsch-Österreichischen Telegrafenverein wurde. 1853 trat in Berlin noch die Fa. Gurlt auf den Plan, die ebenfalls den Einheits-Morseapparat baute. Gurlt konstruierte erstmals 1856 einen Morseapparat mit auswechselbarem Federgehäuse, ein lang gehegter Wunsch, da man bisher beim Bruch der Feder den ganzen Apparat zerlegen musste.

## Weiteres Leben
Im Jahre 1850 starb seine Frau Marianne, geb. Ducalais. Ihre Ehe war kinderlos geblieben. Kurze Zeit später heiratete Gerke eine wesentlich jüngere Frau, mit ihr hatte er fünf Kinder.
Ab 1868 arbeitete Gerke für das neu gegründete Telegraphenamt in Hamburg und übernahm 1869 die Leitung. Er war später noch im Dienst der Deutschen Reichspost tätig und wurde am 1. November 1876 in den Ruhestand versetzt.
Am 21. Mai 1888 starb Gerke und wurde auf dem Hamburger Friedhof Ohlsdorf beigesetzt. Das Grab wurde in den 1930er Jahren von den Angehörigen aufgegeben.

## Veröffentlichungen
- Der Electro-Magnetismus als Maschinen-Triebkraft. Versuch einer Lösung des Problems. Otto Meissner, Hamburg 1857, Digitalisat
- Der praktische Telegraphist oder die electro-magnetische Telegraphie nach dem Morse'schen System. Zunächst auch als Handbuch für angehende Telegraphisten vollst. und umfassend aus eigener praktischer Erfahrung dargestellt. Hoffmann und Campe, Hamburg 1851, Digitalisat
- Die Naturheillehre des Johann Schroth oder ausführliche Anweisung, ohne Arznei und Kaltwasserheilkur die Gebrechen des menschlichen Körpers zu heilen.
  - I. Die Gebrechen und Krankheiten der Kinder. 4. Aufl., Theobald Grieben, Berlin 1866, Digitalisat
  - II. Die besonderen Krankheiten der Frauen und Jungfrauen. 6. Aufl., Theobald Grieben, Berlin 1870, Digitalisat
  - III. Die wuchernden Geschlechts-Krankheiten oder die dreifach geartete Syphilis 6. Aufl., Theobald Grieben, Berlin 1870, Digitalisat
  - IV. Die wundärztlichen Krankheiten. 3. Aufl., Theobald Grieben, Berlin 1867, Digitalisat
- unter Friedrich Clemens:
  - Mein Spaziergang durch Hamburg. Poleographische Genre-Bilder, Johann Friedrich Hammerich, Altona 1836, Digitalisat
  - Das Manifest der Vernunft. Eine Stimme der Zeit in Briefen an eine schöne Mystikerin, Johann Friedrich Hammerich, Altona 1836, Digitalisat
  - Das entschleierte Bild zu Sais. Drei Blicke in die Tiefe. Hoffmann & Campe, Hamburg 1837, Digitalisat
  - Jesus der Nazarener. Des Weisesten der Weisen Leben, Lehre und natürliches Ende. 4. Aufl., Theobald Grieben, Berlin 1868, Digitalisat
- (anonym): Geschichte Des Rabbi Jeschua Ben Joßef Hanootzri Genannt Jesus Christus. 4 Bände, 1. und 2. Aufl.: Heilbutt, Altona; spätere Auflagen in anderen Verlagen erschienen.
  - 1. Aufl., Heilbutt, Altona 1853–1856: Bd.1. 1853: Digitalisat; Bd. 2 1854: Digitalisat ; Bd. 3 1855: Digitalisat; Bd. 4 1856: Digitalisat
  - 2. Aufl., Heilbutt, Altona 1860–1861 Bd. 1 1860: Digitalisat; Bd. 2 1860: Digitalisat; Bd. 3 1860: Digitalisat;Bd. 4 1861: Digitalisat
- als Herausgeber:
  - Sophie Albrecht: Anthologie. Aus den Poesieen von Sophie Albrecht erwählt und herausgegeben von Friedrich Clemens Gerke. Joh. Fried. Hammerich, Altona 1841